# Чак (божанство)
Чак је име бога кише код Маја. Чак својом муњевитом секиром удара у облаке и производи грмљавину и кишу. Чак је пандан астечког божанства Тлалока.

## Кишна божанства
Као и други мајански богови, Чак је и један и вишеструк. Четворица Чакова су поређана према странама света и носе њихове боје. У Јукатану током 16. века, Чак на истоку се звао Чак Шиб Чак што значи црвени човек Чак, а боје за осталу тројицу су се разликовале.
Савремени јукатечки пољопривредници разликују много више аспеката кише и облака и персонификују их као различита, хијерархијски уређена кишна божанства. Чортији су сачували важан фолклор у вези са процесом стварања кише, који је укључивао кишна божанства која су својим секирама ударала змије које носе кишу.
Божанства кише су имала своје људске пандане. У традиционалној мајанско и централноамеричкој заједници, једна од најважнијих функција била је функција призиваоца кише, за кога се веровало да је повезан са божанствима. Према позној посткласичној јукатечкој традицији, Чак Шиб Чак (источно божанство кише) је била титула краља Чичен Ице, а сличне титуле су биле ношене и од стране класичних владара.

## Ритуали за призивање кише
Међу многим ритуалима за удовољавање кишним божанствима, најпознатији је Ча Чак. Ритуал је подразумевао четворицу дечака (за богове на свакој страни света) који су имитирали жабе. Молитва за кишу и усеве је сврха и ритуала у ценотама, у Јукатану (16. век). Младићи и девојке су бивали спуштени у ова корита са водом, како би симболично ушли у царство кишних божанстава. Друкчије би били бачени у базене, а касније извучени из њих како би давали пророчанства.

## Митологија
Кишно божанство је заштитник пољопривреде. Познати мит у коме Чакови имају важну улогу говори о отварању планине у којој је сакривен кукуруз. У митологији народа Цоцил, божанство кише је такође отац жене стасале за удају која представља кукуруз и поврће. У неким верзијама мита о Сунцу и Месецу народа Кекчи, божанство кише Чок (или Чокл, "облак") је брат Сунца. Заједно, браћа су поразила своју мајку-усвојитељку и њеног љубавника. Касније, Чокл чини прељубу са супругом свог брата и прописно је кажњен; његове сузе жаљења дају порекло киши. Верзије овог мита приказују бога Чака у свом ратном бесу, прогонећи бежеће Сунце и Месец и нападајући их својим громовима.

## Иконографија
Чак је обично приказан са људским телом и крљушћу гмизаваца или водоземаца, нељудском главом са кљовама и дугим, висећим носем. У класичном стилу, шкољка служи као ушни украс. Често са собом носи штит и муњевиту секиру, секиру која је персонификована блиско повезаним божанством, богом Кауилом (познат као Болон Дзакаб у Јукатеку). Класични Чак понекад показује одлике централномексичког (теотиуаканског) претходника Тлалока.

### Киша
Велики део најважније мајанске књиге, Дрезденског кодекса, је посвећен Чаковима, њиховим локацијама и активностима. Приказује интиман однос између Чакова, Бакаба и старијој богињи, Ишчел. Главни извор о јукатечким Мајама током 16. века, бискуп Дијего де Ланда, комбинује четворицу Чакова и четворицу Бакаба и Пауатуна у један концепт. Бакаби су била стара божанства која су владала подземном земљином сфером и њеним залихама воде.

### Ратовање
У класичном периоду, краљ је често био представљен као божанство кише (или кишна змија), док портретни глиф кишног божанства може пратити краљева друга имена. Ово је можда дало значај његове улоге као врховног ствараоца кише. Међутим, нагласак је често добијао ратни бес кишног божанства (што је случај у горенаведеном миту). Краљ који персонификује кишно божанство је затим приказиван како носи оружје и поробљује непријатеље, док његова ратна дејства подсећају на насилну олују.

### Предање
Мало је познато о Чаковој улози у народном предању класичног периода. Он је присутан у миту о вазнућу мајанског бога кукуруза из корњачиног оклопа, који вероватно представља Земљу. Такозване "сцене супротстављања" су епске природе. Приказују младог властелина и његове јединице како пролазе кроз воду, док бивају праћени од стране ратника. Један од ових ратника је мушкарац који персонификује божанство кише. Он вероватно представља праоца-краља, а ословљава се Чак Шиб Чаком. Заједно са костурним богом смрти, чини се да Чак узима улогу и у ритуалу трансформације у јагуара.

## Извори и библиографија
- Braakhuis, Edwin, and Kerry Hull, Pluvial Aspects of the Mesoamerican Culture Hero. Anthropos 2014/2: 449–466.
- Cruz Torres, Mario, Rubelpec.
- García Barrios, Ana, El aspecto bélico de Chaahk, el dios de la lluvia, en el Periodo Clásico maya. Revista Española de Antropología Americana 39-1 (2009): 7-29.
- Redfield, Robert, and Alfonso Barrera Vasquez, Chan Kom.
- Roys, Ralph L., The Book of Chilam Balam of Chumayel. 1967.
- Taube, Karl, An Illustrated Dictionary of the Gods and Symbols of Ancient Mexico and the Maya.
- Thompson, J.E.S, Maya History and Religion. 1970.
- Tozzer, Alfred, Landa's Relación de las Cosas de Yucatán, a Translation. 1941.
- Wisdom, Charles, The Chorti Mayas.